# Estronciojoaquinita
L'estronciojoaquinita és un mineral de la classe dels silicats, que pertany al grup de la joaquinita. Anomenat així per ser el membre ric en estroncidel grup de la joaquinita.

## Característiques
L'estronciojoaquinita és un silicat de fórmula química (Na,Fe)₂Ba₂Sr₂Ti₂(SiO₃)₈(O,OH)₂(H₂O). Cristal·litza en el sistema monoclínic. La seva duresa a l'escala de Mohs és 5,5.
Segons la classificació de Nickel-Strunz, l'estronciojoaquinita pertany a «09.CE - Ciclosilicats amb enllaços senzills de 4 [Si₄O₁₂]8- (vierer-Einfachringe), sense anions complexos aïllats» juntament amb els següents minerals: verplanckita, papagoïta, nagashimalita, taramel·lita, titantaramel·lita, barioortojoaquinita, byelorussita-(Ce), joaquinita-(Ce), ortojoaquinita-(Ce), baotita, estroncioortojoaquinita, ortojoaquinita-(La), labuntsovita-Mn, nenadkevichita, lemmleinita-K, korobitsynita, kuzmenkoïta-Mn, vuoriyarvita-K, tsepinita-Na, karupmøllerita-Ca, labuntsovita-Mg, labuntsovita-Fe, lemmleinita-Ba, gjerdingenita-Fe, neskevaaraïta-Fe, tsepinita-K, paratsepinita-Ba, tsepinita-Ca, alsakharovita-Zn, gjerdingenita-Mn, lepkhenelmita-Zn, tsepinita-Sr, paratsepinita-Na, paralabuntsovita-Mg, gjerdingenita-Ca, gjerdingenita-Na, gutkovaïta-Mn, kuzmenkoïta-Zn, organovaïta-Mn, organovaïta-Zn, parakuzmenkoïta-Fe, burovaïta-Ca, komarovita i natrokomarovita.

## Formació i jaciments
L'estronciojoaquinita es forma en lents de basalt metasomatitzat en serpentinites (Mina numero uno, Califòrnia) i en vetes tallant metagrauvaques (en una prospecció a Califòrnia). S'ha descrit associada a joaquinita-(Ce), neptunita, natrolita, albita, actinolita, crossita, benitoïta, analcima.